# Obsolescència
L'obsolescència és la caiguda en desús de màquines, equips i tecnologies motivada no pas per un mal funcionament del mateix equip, sinó per un insuficient acompliment de les seves funcions en comparació de les noves màquines, equips i tecnologies introduïts en el mercat. L'obsolescència pot deure's a diferents causes, encara que totes elles amb un rerefons purament econòmic: 
- La impossibilitat de trobar recanvis adequats, com en el cas dels vehicles automòbils. En aquest cas, l'absència de recanvis es deu a l'encariment de la producció al tractar-se de sèries curtes.
- L'obsolescència és, també, conseqüència directa de les activitats d'investigació i desenvolupament que permeten en temps relativament breu fabricar i construir equips millorats amb capacitats superiors a les dels precedents. El paradigma, en aquest cas, ho constituïxen els equips informàtics capaços de multiplicar la seva potència en qüestió de mesos.
- Igualment es produeix en nous mercats o tecnologies substitutives, en les quals l'opció dels consumidors pot fàcilment polaritzar-se a favor d'una d'elles en detriment de les restants, com en el cas del sistema de vídeo VHS enfront del BETA.
- Finalment, pot ser producte de l'estratègia del fabricant, si aquest comercialitza productes incomplets o de menors prestacions a baix preu amb el propòsit d'afermar-se en el mercat oferint amb posterioritat el producte millorat que bé va poder comercialitzar des d'un principi, amb l'avantatge afegit que el consumidor es duu la falsa imatge d'empresa dinàmica i innovadora.

## Les conseqüències de l'obsolescència
Actualment ens trobem enfront d'una paradoxa les conseqüències de la qual són encara difícils de quantificar; en efecte, quan d'una banda es disposa de la capacitat tecnològica de fabricar productes duradors, ens trobem en la necessitat d'adaptar-nos al canvi permanent de les tecnologies. Això comporta la contínua substitució d'equips que per mancar amb freqüència de mercats de segona mà genera ingents quantitats de residus, amb la problemàtica mediambiental que això suposa.
Aquesta problemàtica mediambiental està formada per una llista de grandària incalculable. Alguns dels més coneguts són: la limitada disponibilitat dels recursos materials per la fabricació dels dispositius electrònics, un alt impacte energètic, substàncies tòxiques (cadmi, plom, mercuri, arsènic...) perilloses per la salut, emissions de CO₂, etc. Per exemple, s'estima, que un ordinador pot contenir fins a 50 components tòxics.
La resposta a aquesta problemàtica ha estat variada; així, la indústria proposa instal·lacions de reciclatge, amb les despeses que això comporta (consum d'energia, contaminació, etcètera); tenim per exemple el recent anunci d'una empresa de telecomunicacions de la pròxima comercialització d'un telèfon mòbil amb data de caducitat, amb un ús d'un any. D'altra banda, diverses organitzacions humanitàries redistribuïxen aquests equips, perfectament operatius, entre les persones, institucions i països menys desenvolupats i altres. El fenomen de l'obsolescència no només es limita als camps esmenats, és possible identificar-la dintre dels productes immobiliaris; aquests, a causa de la incongruència entre els requeriments de la vida actual i els programes arquitectònics que li són aliens, veuen les seves velocitats de venda afectades. L'arquitectura de reinterpretació s'especialitza en la readequació d'un immoble a les noves necessitats.

## Tipus d'obsolescència
- Obsolescència d'aplicacions i arxius informàtics

- Obsolescència d'equips i hardware

L'amenaça d'obsolescència dels equips no és tan sols per a aquells que pertanyen a l'entorn informàtic, sinó que també ho és per qualsevol altre tipus de tecnologia. També les noves versions de programari, que generalment atorguen possibilitats més àmplies, van exigint major efectivitat de maquinari. El que provoca que tots dos creixements i obsolescències siguin proporcionals. A més, juntament amb la renovació de les tecnologies internes dels equips, van canviant també les tecnologies externes, com les connexions perifèriques (per exemple, la connexió firewire i els ports USB o els equips externs, com pendrives, discos durs externs, escàners i impressores.